# 融合遺伝子
融合遺伝子（ゆうごういでんし、英: fusion gene）は、2つの異なる遺伝子が一体となることで新たに形成された遺伝子である。染色体転座、中間部欠失、染色体逆位の結果として生じる場合がある。融合遺伝子はヒトのあらゆる種類の新生物で広くみられる。こうした融合遺伝子の特定は、診断や予後のマーカーとして極めて大きな役割を果たす。

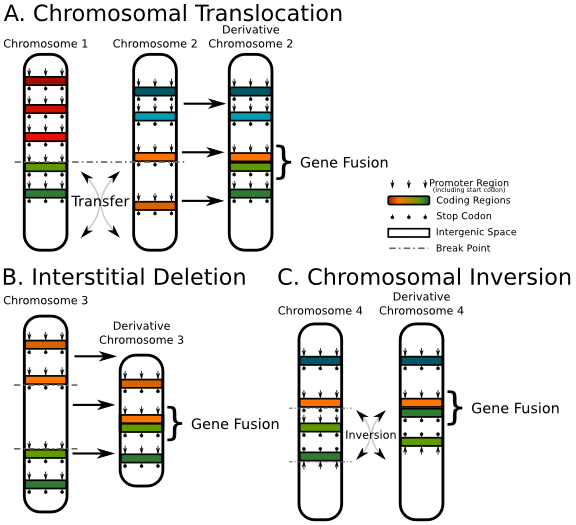
融合遺伝子が染色体レベルでどのように生じるかを示した模式図

## 歴史
融合遺伝子が最初に記載されたのは、1980年代初頭にがん細胞においてである。この知見は、1960年のピーター・ノーウェルとデイビット・ハンガーフォードによる、慢性骨髄性白血病患者でみられる小さな異常なマーカー染色体の発見に基づくものである。この異常はヒトの特定の悪性腫瘍で一貫してみられる染色体異常として最初に確認された例であり、そのマーカー染色体は後にフィラデルフィア染色体と命名された。1973年、ジャネット・ラウリーはフィラデルフィア染色体が9番染色体と22番染色体の間で生じた染色体転座によって形成されたものであり、それまで考えられていたような22番染色体の単純な欠失によるものではないことを示した。1980年代初頭のいくつかの研究により、フィラデルフィア染色体では転座によって新たなBCR::ABL1融合遺伝子が形成されていることが示された。この融合遺伝子は、9番染色体の切断点に位置するABL1遺伝子の3'部分と22番染色体の切断点に位置するBCR遺伝子の5'部分から構成されている。1985年、22番染色体上の融合遺伝子から産生される異常なBCR::ABL1キメラタンパク質に慢性骨髄性白血病を誘発する能力があることが明確に示された。

## がん遺伝子
遺伝子の融合が腫瘍形成に重要な役割を果たしていることは、30年以上前から知られている。融合遺伝子は非融合遺伝子よりも活性の高い異常なタンパク質を産生する場合があり、こうした過剰な活性が腫瘍形成に寄与する。融合遺伝子は多くの場合、がんを引き起こすがん遺伝子であり、BCR-ABL、TEL-AML1（t(12;21)転座を有するALL）、AML1-ETO（t(8;21)転座を有するM2 AML）、TMPRSS2-ERG（前立腺がんで多く生じる21番染色体の中間部欠失）などがある。TMPRSS2-ERGの場合、発がん性ETS転写因子によってアンドロゲン受容体の発現が阻害されてシグナル伝達が破壊されることで、前立腺がんに寄与する。融合遺伝子の大部分は血液のがん、肉腫、前立腺がんから見つかったものである。BCAM-AKT2は高異型度漿液性卵巣がんに特異的な融合遺伝子である。
発がん性融合遺伝子は、もともとの2つの遺伝子とは異なる新たな機能を持つ遺伝子産物をもたらす可能性がある。また、がん原遺伝子が強力なプロモーターと融合し、強力なプロモーターによるアップレギュレーションのために発がん性機能が生じる場合もある。後者のケースは悪性リンパ腫で一般的であり、がん遺伝子は免疫グロブリン遺伝子のプロモーターに隣接して位置することで強力なアップレギュレーションが行われる。発がん性融合転写産物は、トランススプライシングや転写終結シグナルの読み過ごしによって生じる可能性もある。
このように、染色体転座は新生物において大きな役割を果たしているため、がんでみられる染色体異常や遺伝子融合に関する専門的なデータベースが作成されている。このデータベースは"Mitelman Database of Chromosome Aberrations and Gene Fusions in Cancer"と呼ばれている。

## 診断
特定の染色体異常やそれによって生じた融合遺伝子の存在の検出は、適切ながん診断を行うために一般的に利用されている。染色体バンド解析、蛍光in situハイブリダイゼーション（FISH）、逆転写ポリメラーゼ連鎖反応（RT-PCR）は、臨床検査で行われる一般的手法である。がんゲノムの高度な複雑性のため、これらの手法にはそれぞれ異なる欠点がある。ハイスループットDNAシーケンシングやカスタムDNAマイクロアレイなどの近年の進展によって、より効率的な手法が導入されることが期待されている。

## 進化
遺伝子融合は遺伝子構造の進化に重要な役割を果たしている。重複、配列の多様化、組換えは遺伝子の進化に主要な寄与を行っており、こうしたイベントによって既存の部分部分から新たな遺伝子が作り出される。遺伝子融合がノンコーディング配列中に起こった場合、遺伝子が他の遺伝子のシス調節配列による制御下に置かれるこで、これまでにない発現調節が行われる可能性がある。遺伝子融合がコーディング配列中に起こった場合には新たな遺伝子が組み立てられ、新たなペプチドモジュールが付加されて新たな機能を持ったマルチドメインタンパク質の出現という形で観察される可能性がある。大規模な生物学的スケールで遺伝子融合イベントの一覧を作成するような検出手法によって、タンパク質のマルチモジュール構造に関する洞察を得ることができる。

### プリン生合成
プリン（アデニンとグアニン）は、普遍的な遺伝暗号をコードする4種類の塩基のうちの2つである。生命の3ドメイン（古細菌、細菌、真核生物）におけるこれらプリンの生合成は、類似しているが同一ではない経路によって行われる。細菌におけるプリン生合成経路に固有の大きな特徴は、2つ以上のプリン生合成酵素が1つの遺伝子にコードされている遺伝子融合が広くみられることである。こうした遺伝子融合のほとんどは、生合成経路の連続的段階を担う酵素をコードする遺伝子間で起こっている。真核生物でも細菌で最も一般的にみられるような遺伝子融合が生じているが、さらに代謝フラックスを増加させる可能性のある新たな融合も生じている。

## 検出
近年では、次世代シーケンシング技術によって既知そして新規の遺伝子融合イベントをゲノムスケールでスクリーニングすることが可能となっている。大規模な検出を行うための前提条件は、細胞のトランスクリプトームのペアエンドシーケンスである。融合遺伝子の検出のボトルネックは、主にデータ解析と可視化の段階となりつつある。Transcriptome Viewer（TViewer）と呼ばれる、検出された遺伝子融合を転写産物レベルで直接可視化する新たなツールも開発されている。

## 研究応用
研究目的で融合遺伝子を人為的に作製することもできる。研究対象の遺伝子の調節エレメントにレポーター遺伝子を融合させることで、遺伝子発現の研究を行うことができる。レポーター遺伝子の融合遺伝子は、遺伝子の調節因子の活性測定、遺伝子の調節部位（必要なシグナルなども含めて）の同定、同じ刺激に応答して調節されるさまざまな遺伝子の同定、特定の細胞における目的遺伝子の発現の人為的制御などに利用することができる。例えば、研究対象のタンパク質と緑色蛍光タンパク質（GFP）の融合遺伝子を作製することで、細胞内や組織内の標的タンパク質を蛍光顕微鏡を用いて観察することができる。融合遺伝子が発現した際に合成されたタンパク質は融合タンパク質と呼ばれる。